# Grupo Fleury
O Grupo Fleury é uma empresa de saúde brasileira fundada em 1926, cuja principal atividade é a prestação de serviços médicos e medicina diagnóstica. Com cerca de 60 milhões de exames realizados em 2016, é a segunda maior empresa da área no Brasil, Dentre as principais marcas do grupo estão a Fleury Medicina e Saúde, Labs a+, Hermes Pardini, Weinmann e a+ Medicina Diagnóstica.

## História
Fundado em 1926 por Gastão Fleury da Silveira como um pequeno laboratório de análises clínicas em São Paulo, destacou-se na década de 90 como a primeira empresa a disponibilizar resultados de exames médicos pela internet. Abriu o capital em 2009 e passou a compôr o índice Bovespa 2018.
Tal qual outros grandes grupos da área, tem como estratégia a redução dos custos através da produção em larga escala, buscando ainda atender a consumidores de diferentes faixas de renda através de múltiplas marcas, ofertando soluções "integradas" na área de diagnósticos, isto é, reúne na mesma unidade exames de diferentes tipos e complexidades. Em 2019, passou a ofertar também serviços de consulta médica em clínicas e a domicílio.
Em 2007, recebeu a Acreditação Internacional do Colégio Americano de Patologistas, pelo foco na qualidade técnica e liberação confiável dos resultados.
Em junho de 2022, fechou acordo para adquirir a Hermes Pardini, negócio ainda sujeito à aprovação pelo CADE, em 2023.

## Marcas

#### Diagnósticos[14]
- a+ Medicina Diagnóstica
- Laboratório Bioclínico
- Laboratório Campana
- Centro de Patologia Clínica
- DiagMax
- Diagnoson a+
- Clínica Felippe Mattoso
- Fleury Medicina e Saúde
- Méthodos Laboratório
- INLAB Laboratório
- Instituto de Radiologia
- LAFE Laboratório
- LABS a+
- Laboratório Marcelo Magalhães
- Pretti Laboratório
- Serdil
- Weinmann

#### Prevenção[14]
- Fleury Check-Up
- Sommos DNA
- Fleury Genômica

#### Atenção Primária[14]
- Saúde iD

#### Atenção Secundária e Terciária[14]
- Fleury Infusões
- Fleury Fertilidade
- Fleury Day Clinic
- Centro de Infusões Pacaembu
- Hospital SAHA
- Clínica de Olhos Dr. Moacir Cunha
- Retina Clinic
- VITA Ortopedia